# Comandament Conjunt de Canàries
El Comandament Conjunt de Canàries (MACOCAN) és el nom que rebria l'òrgan operatiu conjunt de les Forces Armades Espanyoles a les Illes Canàries, proposat amb l'objectiu d'incrementar l'eficiència i eficàcia operativa de les unitats militars situades en aquest arxipèlag.
Al MACOCAN s'integrarien el Comandament de Canàries de l'Exèrcit de Terra (MACAN), el Comandament Naval de Canàries (ALCANAR) i el Comandament Aeri de Canàries (MACAN). Es tractaria d'un òrgan auxiliar del Cap de l'Estat Major de la Defensa d'Espanya (JEMAD), de caràcter permanent i integrat en l'estructura orgànica de l'Estat Major de la Defensa.
Encara que des de 2002 l'estructura territorial de les Forces Armades s'ha substituït per una altra de caràcter funcional per adaptar-se a les noves necessitats l'OTAN, la necessitat d'aquest comandament conjunt sota un criteri geogràfic es deu a la condició de regió ultraperifèrica de Canàries i a la permanència en actiu dels tres comandaments esmentats al capdavant dels efectius de les illes. A més altres països de l'aliança amb territoris allunyats de l'àrea continental com Estats Units, França o el Regne Unit compten amb comandaments territorials que també han influït en la reorganització de l'OTAN.
L'objectiu del MACOCAN seria planejar, conduir i controlar les operacions militars a l'àrea de Canàries. Aquest òrgan contribuiria a optimitzar els recursos assignats a la Defensa, es faria càrrec de l'ensinistrament conjunt de les tres branques de les Forces Armades i oferiria estructures integrades de comandament i control. Donada la situació d'aquest arxipèlag, si fos necessari comptar amb estructures operatives a les illes o projectar-les des del seu territori, aquestes haurien de tenir un caràcter regional i conjunt (ja fossin permanents o creades a aquest efecte).
Entre els obstacles per a la creació d'aquest comandament conjunt destaquen les dificultats que presenta la gestió d'estructures militars conjuntes i el risc baix en aquesta zona.
L'antecedent del MACOCAN va ser el Comandament Unificat de la Zona de Canàries (MUNICAN), que va comptar amb un estat major conjunt propi. Va ser creat en 1975 i dissolt en 1995.